# 夏望平
夏望平（1951年2月—），男，汉族，安徽宣城人，安徽师范大学夜大学中文系毕业，中华人民共和国地方政治人物。第十届全国人大代表，中共十七大代表。

## 生平
夏望平1975年加入中国共产党。先后在安徽省芜湖市安装公司，芜湖市建委，芜湖市城建局，芜湖市委组织部工作。1984年起，先后任芜湖市马塘区委书记，芜湖市工商局局长，芜湖市政府秘书长、市长助理等职。
1996年1月，任芜湖市人民政府副市长。1998年任芜湖市委副书记、市委组织部长。2002年任安徽省巢湖市委副书记、代市长，同年12月任巢湖市人民政府市长。2004年10月，任巢湖市委书记。2005年1月，任巢湖市人大常委会主任。2009年8月，不再担任巢湖市委书记职务。退休后，担任安徽省委第五巡视组组长。